# 雷博尔德卢 (阿马兰蒂)
雷博尔德卢是葡萄牙波尔图区的一个堂区。总面积17.44平方公里，总人口398人，人口密度22.8人/平方公里。